# Onitis licitus
Onitis licitus là một loài bọ cánh cứng trong họ Bọ hung (Scarabaeidae).